# Moblin
Moblin è un sistema operativo open source, abbandonato, che si focalizza sullo sviluppo di applicativi per Dispositivi internet portatili (MID, Mobile Internet Device) e altre nuove categorie di dispositivi come netbook e notbook.
Intel lanciò il sito Moblin.org nel luglio 2007 e ha significativamente aggiornato il sito nell'aprile 2008 con il lancio della famiglia di processori Intel Atom all'Intel Developer Forum di Shanghai.
A settembre 2009 è uscita la versione Moblin 2.0.
Componenti essenziali per un sistema operativo Linux portatile:
- Moblin Image Creator
- Kernel
- UI Framework
- Browser
- Multimedia
- Linux Connection Manager